# Liste von Leuchttürmen in Europa
In dieser Liste von Leuchttürmen in Europa befindet sich eine Auswahl europäischer Leuchttürme, wobei sich der Begriff „Europa“ nicht in der geographischen Definition erschöpft, sondern sich auch auf historische, kulturelle, politische, wirtschaftliche, rechtliche, ideelle und identitäre Aspekte bezieht.
Legende für die Kennung
- Fl Flash Blitz
- LFl Long Flash Langer Blitz
- 360° Winkel 360 Grad (Rundumlicht)
- 5s 5 Sekunden Periodizität

Tragweite

## Königreich Dänemark

### Dänemark
- Liste der dänischen Feuerschiffspositionen

## Deutschland
- Liste von Leuchttürmen der deutschen Nordsee
  - Liste von Leuchtfeuern an der Unterelbe
  - Liste der Leuchtfeuer an der Außen- und Unterweser
- Liste von Leuchttürmen der deutschen Ostsee
- Liste von Leuchttürmen deutscher Binnengewässer
- Liste der deutschen Feuerschiffspositionen

## Finnland
- Liste der finnischen Feuerschiffspositionen

## Irland
- Liste der irischen Feuerschiffspositionen

## Russland(Europäischer Teil)
- Leuchttürme Sankt Petersburger Gebiet
- Russische Leuchttürme der Ostsee

## Schweden
- Liste der schwedischen Feuerschiffspositionen

## Schweiz
| Name                   | Region         | Gewässer    | Position        | Baujahr | Turmhöhe | Feuerhöhe | Kennung  | Bild |
| ---------------------- | -------------- | ----------- | --------------- | ------- | -------- | --------- | -------- | ---- |
| Phare des Pâquis       | Kanton Genf    | Genfersee   | 501089 / 118425 | 1894    | 17 m     | 16 m      | Fl.WG.5s |      |
| Leuchtturm Rheinquelle | Graubünden     | Rheinquelle | 694335 / 168217 | 2010    | 10 m     | 2056 m    |          |      |
| Leuchtturm Romanshorn  | Kanton Thurgau | Bodensee    | 694335 / 168217 | 1894    | 12 m     | 10,5 m    |          |      |

## Türkei(Europäischer Teil)
Die Auswahl ist unvollständig. Es sind an den 8.333 Kilometer langen Küsten und in Binnengewässern insgesamt 445 Leuchttürme und Feuerschiffe im Einsatz (Stand: 2011). Dazu kommen ehemalige Leuchtfeuer von historischer Bedeutung. Diese Aufstellung ist von Nordost nach Südwest entlang der Küste geordnet. Eingeschlossen sind Anlagen im asiatischen Teil der Region Istanbul (Bosporus, Marmarameer)
| Leuchtturm türkisch Feneri | Leuchtturm türkisch Feneri | Ort, Region                            | Gewässer                 | Koordinaten                     | Baujahr/e        | Turmhöhe | Feuerhöhe | Kennung∡°                       | Reichweite      | Registrierung #                     |       |
| Leuchtturm türkisch Feneri | Leuchtturm türkisch Feneri | Ort, Region                            | Gewässer                 | Koordinaten                     | Baujahr/e        | in m     | in m      | Kennung∡°                       | Reichweite      | Registrierung #                     |       |
| -------------------------- | --- | -------------------------------------- | ------------------------ | ------------------------------- | ---------------- | -------- | --------- | ------------------------------- | --------------- | ----------------------------------- | ----- |
| Beğendik                   | Bild gesucht Die Wikipedia wünscht sich an dieser Stelle ein Bild vom hier behandelten Ort. Weitere Infos zum Motiv findest du vielleicht auf der Diskussionsseite . Falls du dabei helfen möchtest, erklärt die Anleitung , wie das geht. BW | Beğendik, Demirköy, Provinz Kırklareli | Schwarzes Meer           | 41° 57′ 33,5″ N, 28° 2′ 33,1″ O | 2012             | 10       | 13        | G                               |                 | UKHO N 4967                         | [ 1 ] |
| Beğendik                   | Bild gesucht Die Wikipedia wünscht sich an dieser Stelle ein Bild vom hier behandelten Ort. Weitere Infos zum Motiv findest du vielleicht auf der Diskussionsseite . Falls du dabei helfen möchtest, erklärt die Anleitung , wie das geht. BW | Beğendik, Demirköy, Provinz Kırklareli | Schwarzes Meer           | 41° 57′ 31″ N, 28° 2′ 36,4″ O   | 2012             | 10       | 13        | R                               | UKHO N 4967.3   |                                     | [ 1 ] |
| İğneada                    | | Limanköy, Demirköy, Provinz Kırklareli | Schwarzes Meer           | 41° 53′ 5″ N, 28° 3′ 22″ O      | 1913             | 8        | 44        | Fl(2).W.15s 0.3+(4.7)+0.3+(9.7) | 20 sm (37 km)   | UKHO N 4966 NGA 17528 ARLHS TUR-040 | [ 2 ] |
| Anadolu                    | | Istanbul                               | Bosporus, Schwarzes Meer | 41° 13′ 2,9″ N, 29° 9′ 7,7″ O   | 1830             | 19       | 75        | Fl W 20s                        | 20 sm (37 km)   | UKHO N 4958 NGA 17508 ARLHS TUR-014 |       |
| Leanderturm Kız Kulesi     | | Istanbul                               | Bosporus                 | 41° 1′ 16″ N, 29° 0′ 15″ O      | 1110, 1725, 1763 | 18       |           |                                 |                 |                                     | [ 3 ] |
| Ahırkapı                   | | Istanbul                               | Bosporus, Marmarameer    | 41° 0′ 22,8″ N, 28° 59′ 7,6″ O  | 1755             | 28       | 36        | Fl W 6s.                        | 16 sm (29,6 km) | UKHO E4903 NGA 17340 ARLHS TUR-056  |       |
| Kadıköy                    | | Kadıköy, Caferağa Mahallesi, Istanbul  | Bosporus, Marmarameer    | 40° 59′ 33,2″ N, 29° 0′ 53,7″ O | 1977             | 11       | 14        | Iso W 4s                        | 13 sm (24,1 km) | UKHO E 4904.6 NGA 17360             |       |
| Fenerbahçe                 | | Istanbul                               | Bosporus, Marmarameer    | 40° 58′ 5,2″ N, 29° 1′ 55,4″ O  | 1856             | 25 ??    | 20        | LFl (2) W 12                    | 15 sm (27,8 km) | UKHO E4910 NGA 1732 ARLHS TUR-021   |       |

## Zypern
Zypern gehört nicht zum Kontinent, wird aber wegen der kulturellen und politischen Zugehörigkeit oft zu Europa gerechnet.